# Diplostix yelamosi
Diplostix yelamosi är en skalbaggsart som beskrevs av Vienna 2007. Diplostix yelamosi ingår i släktet Diplostix och familjen stumpbaggar. Inga underarter finns listade i Catalogue of Life.